# Herbert L. Earnest
Herbert Ludwell Earnest  (* 11. November 1895 in Richmond, Virginia; † 11. Juni 1970 in Irvington, Virginia) war ein Generalmajor der United States Army. Er war unter anderem Kommandeur der 90. Infanteriedivision.
Herbert Earnest war ein Sohn von James Austin Earnest (1853–1927) und dessen Frau Mary Elizabeth Talley (1856–1940). Im Jahr 1916 gelangte er in das Offizierskorps des US-Heeres. In der Armee durchlief er anschließend alle Offiziersränge vom Leutnant bis zum Zwei-Sterne-General. In seinen jüngeren Jahren versah er den für Offiziere in den niederen Rangstufen üblichen Dienst in unterschiedlichen Einheiten und Standorten. Dazu gehörten auch Aufgaben als Stabsoffizier in verschiedenen Hauptquartieren. Im Jahr 1916 war er mit einer Infanterieeinheit aus Virginia an der Grenze zwischen den Vereinigten Staaten und Mexiko stationiert, wo es damals zu erheblichen Spannungen zwischen beiden Staaten kam. Über seine Tätigkeiten während des Ersten Weltkriegs ist in den Quellen nichts überliefert.
Nach dem Eintritt der Vereinigten Staaten in den Zweiten Weltkrieg war Earnest zwischen Juni und Dezember 1942 Stabsoffizier beim Tank Destroyer Center (Panzerabwehrzentrum) in Camp Hood, dem späteren Fort Hood bzw. dem heutigen Fort Cavazos in Texas. Danach erhielt er das Kommando über die 1. Panzerabwehrbrigade (1st Tank Destroyer Brigade). Diese war erst im November 1942 ebenfalls in Camp Hood aufgestellt worden. In der Folge nahm sie an einigen Manövern in den Vereinigten Staaten teil. Im Juli 1944 wurde sie nach Frankreich auf den europäischen Kriegsschauplatz verlegt, wo sie an den dortigen Kämpfen teilnahm. Herbert Earnest, inzwischen im Rang eines Brigadegenerals, hatte das Kommando über diese Brigade zwischen Dezember 1942 bis zum Jahr 1944. Gleichzeitig erhielt er das Kommando über die seiner Brigade angegliederte Task Force A. Mit diesen Einheiten drang er zusammen mit anderen alliierten Verbänden nach Osten in Richtung Deutschland vor. Am 3. Dezember 1944 erhielt er das Kommando über das Combat Command A, eine Brigade  der 4. Panzerdivision. Diese, und damit auch Earnests Kommando, waren bald darauf an den Kämpfen zur Abwehr der deutschen Ardennenoffensive beteiligt.
Anfang März 1945 erhielt Herbert Earnest das Kommando über die 90. Infanteriedivision. Dieses übte er bis zum November 1945 aus. Die Division stieß weit nach Deutschland vor und erreichte auch die Tschechoslowakei. Zusammen mit der 97. Infanteriedivision waren auch Teile von Earnests Division an der Befreiung des KZ Flossenbürg beteiligt. Außerdem fielen der Division Teile der Goldreserven der Deutschen Reichsbank in die Hände. Bis Dezember 1945 blieb die Division in Europa.
Nach einer zwischenzeitlichen anderen Verwendung ging Herbert Earnest im Jahr 1947 in den Ruhestand. Der seit 1920 mit Frances Alexander Campbell (1899–1977) verheiratete Offizier starb am 11. Juni 1977 und wurde auf dem Christ Church Cemetery in Weems (Virginia) beigesetzt.

## Orden und Auszeichnungen
Herbert Earnest erhielt im Lauf seiner militärischen Laufbahn unter anderem folgende Auszeichnungen:
- Army Distinguished Service Medal
- Legion of Merit
- Orden der Ehrenlegion (Frankreich)
- Distinguished Order (Großbritannien)